# Shakera Selman
Shakera Casandra Selman (* 1. September 1989 in Barbados) ist eine barbadische Cricketspielerin, die zwischen 2008 und 2023 für das West Indies Women’s Cricket Team spielte.

## Kindheit und Ausbildung
Selman hat einen Bachelorabschluss in Linguistics von der University of the West Indies.

## Aktive Karriere
Selman gab ihr Debüt in der Nationalmannschaft auf der Tour in Irland im Sommer 2008. In ihrem ersten WODI erzielte sie 2 Wickets für 19 Runs. Auf der folgenden Tour in den Niederlanden konnte sie im vierten WODI 4 Wickets für 11 Runs erreichen. Daraufhin etablierte sie sich fest im Team und wurde für den Women’s Cricket World Cup 2009 nominiert. Dort war ihre beste Leistung 2 Wickets für 28 Runs gegen Australien. Auch war sie Teil des Teams beim ICC Women’s World Twenty20 2009, konnte dort jedoch nicht herausstechen. Ein Jahr später beim ICC Women’s World Twenty20 2010 spielte sie nur im Halbfinale, als ihre 2 Wickets für 27 Runs nicht ausreichten um gegen Neuseeland zu gewinnen.
Nach enttäuschend verlaufenden ICC Women’s World Twenty20 2012 und Women’s Cricket World Cup 2013 konnte sie im März 2014 bei der Tour in Neuseeland im dritten WTwenty20 3 Wickets für 23 Runs erreichen. Beim Gegenbesuch der Neuseeländerinnen im September 2014 konnte sie im dritten WODI mit 5 Wickets für 15 Runs ihr erstes Five-for erzielen und wurde als Spielerin des Spiels ausgezeichnet. Beim Women’s Cricket World Cup 2017 spielte sie nur ein Spiel gegen Australien und blieb auch dort erfolglos. Im Oktober 2017 konnte sie im dritten WODI gegen Sri Lanka 3 Wickets für 30 Runs erreichen. Der ICC Women’s World Twenty20 2018 verlief für Selman erfolgreicher. In ihren fünf Spielen konnte sie insgesamt 7 Wickets erzielen. Beim ICC Women’s T20 World Cup 2020 spielte sie dann nur zwei Spiele und konnte nur 1 Wicket erreichen. Im September 2020 bei der Tour in England gelangen ihr im ersten WTwenty20 3 Wickets für 26 Runs. Im Februar 2022 wurde sie für den Women’s Cricket World Cup 2022 nominiert und erzielte dort insgesamt drei Wickets. Bei den Commonwealth Games 2022 trat sie für Barbados an, konnte jedoch nicht herausstechen. Im Dezember gelangen ihr 3 Wickets für 29 Runs in der WODI-Serie gegen England. Beim ICC Women’s T20 World Cup 2023 erhielt sie zwei Einsätze, konnte jedoch kein Wicket erreichen. Es sollte ihr letzter Einsatz im Nationalteam sein. Im Januar 2024 erklärte sie ihren Rücktritt vom internationalen Cricket.